# Schauburg (Köln)
Die Schauburg war ein 1922 in Köln eröffnetes Kino, das damals Deutschlands größtes Kino war.

## Entstehungsgeschichte
Im Jahr 1920 gab es in Köln insgesamt 39 Kinos. In der Kölner Breite Straße befanden sich bereits die Kinos Modernes Theater (am 31. Oktober 1912 eröffnet) und Agrippina-Lichtspiele (1913), letzteres lag in einem Gebäude, das im Auftrag der namensgebenden Agrippina-Versicherungs AG errichtet wurde. Die Agrippina-Lichtspiele waren sehr beliebt und galten als auf künstlerisch höchster Stufe stehend. Ausgerechnet im direkten Nachbargebäude Breite Straße 90 wurde seit November 1921 ein weiteres Kino geplant, das die Zuschauerkapazität von 925 Plätzen der Agrippina-Lichtspiele noch überbieten sollte.

## Eröffnung
Am 12. April 1922 wird die Schauburg mit einer Sitzplatzzahl von 1868 in der Breite Straße 90 eröffnet. Sie war damit das größte Kino in Deutschland. „Die Schauburg lud zur festlichen Eröffnung ein, und mit gespannter Erwartung folgte man dem Rufe.“ Gezeigt wurde das Filmdrama Hamlet mit Asta Nielsen in der Hauptrolle, das am 4. Februar 1921 seine Deutschland-Premiere in Hamburg hatte.

## Sonstiges
Das älteste Kölner Kino war das Thalia mit 250 Plätzen auf der Severinstraße 152, das 1906 eröffnete. Das Union-Theater folgte im August 1906 in der Hohe Straße 23–25. In Köln wurden Kinos erst dann in Arbeitervierteln gegründet, nachdem sie sich im bürgerlichen Stadtzentrum etabliert hatten.:30 Inzwischen ist der Cinedom mit 3748 Plätzen (in 14 Sälen) das größte Kölner Kino, während sich die Schauburg nach ihrer Zerstörung am 31. Mai 1942:72 während des Zweiten Weltkriegs im Zuge des Wiederaufbaus auf 370 Plätze verkleinerte und am 3. Dezember 1948 wiedereröffnete. Die Schauburg der Nachkriegsjahre beschränkte sich räumlich auf den Bereich des ehemaligen Foyers. Das Kino wurde am 31. März 1963 geschlossen und machte einem Bauvorhaben des WDR Platz.